# Уобаш-Эри
Уобаш-Эри — бывший судоходный канал, который соединял Великие озера с рекой Огайо через искусственный водный путь. Канал обеспечивал торговцам путь от Великих озер вплоть до Мексиканского залива. Протяженностью более 460 миль, это был самый длинный канал, когда-либо построенный в Северной Америке.
Канал, известный в 1850-х годах и позднее как Уобаш-Эри, на самом деле представлял собой комбинацию из четырёх каналов: канала Майами и Эри от реки Моми около Толедо, штат Огайо, до Джанкшена, штат Огайо, первоначального канала Уобаш-Эри от Джанкшена до Терре-Хота, штат Индиана, канала Кросс-Кат от Терре-Хота, штат Индиана, до Уортингтона, штат Индиана (Пойнт-Коммерс), и Центрального канала от Уортингтона до Эвансвилла, штат Индиана.

## Строительство
2 марта 1827 года Конгресс США выделил земельный участок для строительства канала. 5 января 1828 года Генеральная Ассамблея Индианы приняла грант и назначила трёх комиссаров, которые пришли к выводу, что канал должен будет простираться до Огайо и обратились в этот штат с просьбой назначить собственную комиссию. Законодательное собрание штата одобрило план и назначило новых комиссаров. После нескольких законодательных дискусий, начатых сторонниками строительства, Генеральная ассамблея штата Индиана одобрила выделение кредита в размере 200 тысяч долларов на его начало. 22 февраля 1832 года был заложен фундамент и началось строительство.  Строительство канала достигло Логанспорта к 1837 году. Паника 1837 года разрушила программу внутренних улучшений в Индиане, но не остановила строительство канала полностью.  Канал достиг Лафайета к 1843 году, Терре-Хота к 1848 году и Эвансвилла к 1853 году. Летом 1991 года в Нью-Хейвене, штат Индиана, во время строительства I-469 был обнаружен шлюз Гроунауэр. Это единственный обнаруженный целый деревянный шлюз. Часть шлюза Гронауэр в настоящее время экспонируется в Музее штата Индиана .
Высотные участки канала оказались дорогостоящими в обслуживании, а расходы на их ремонт в конечном итоге привели к краху компании, эксплуатирующей канал. Самым злостным вредителем была ондатра, которая в изобилии водилась в этом районе. Они строили норы в стенках канала, и как только они прокладывали проход на противоположной стороне, вода быстро размывала всю стену дамбы, что делало канал бесполезным до тех пор, пока его не отремонтировали.

## Эксплуатация
Канал начал работу летом 1843 года и проработал всего около десяти лет, после чего стало очевидно, что он экономически невыгоден. Даже когда суда ходили по каналу на очень малой скорости, его берега быстро размывались и канал приходилось постоянно углублять, чтобы он оставался пригодным для эксплуатации. С 1847 по 1876 год в Терре-Хоте располагалась штаб-квартира канала, после чего земли канала были проданы на аукционе, проведённом местным попечителем Томасом Доулингом в суде округа Виго .
Последнее судно на канале Уобаш в пришвартовалось в 1874 году в Хантингтоне, штат Индиана ; другие участки закрылись несколькими годами ранее. В 1887 году жители округа Полдинг забили последний гвоздь в гроб системы каналов: недовольные комарами, размножающимися в стоячих водах водохранилища Сикс-Майл, они срезали дамбу и осушили её во время войны за водохранилище . За время яркой истории канала было ещё несколько «войн за водохранилища», связанных с той же проблемой, включая войну за канал в округе Клэй в Индиане .
Право проезда через Форт-Уэйн было приобретено железной дорогой Нью-Йорка, Чикаго и озера Эри ( дорога Никель-Плейт ), которая шла от Буффало до Чикаго. Это позволило проложить железную дорогу прямо через центр крупного города Среднего Запада, не разрушив ни одного дома. Полоса отвода канала также непосредственно примыкала к центру города, что делало новую железную дорогу весьма удобной для пассажиров и многих предприятий. Канал от Наполеона до Толидо был заасфальтирован и стал трассой US 24 .